# تمثيل نسبي

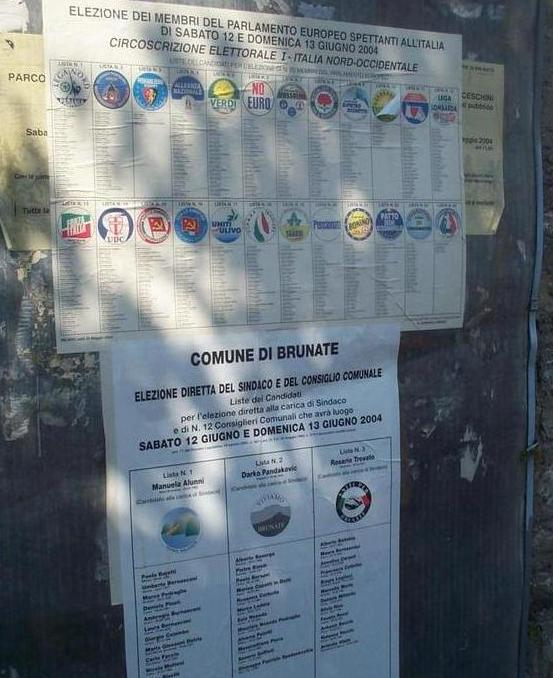

يقوم نظام التمثيل النسبي أو القائمة النسبية على تقديم كل حزب سياسي لقائمة من المرشحين في كل واحدة من الدوائر الانتخابية متعددة التمثيل. ويقوم الناخبون بالاقتراع لصالح الأحزاب، حيث يفوز كل حزب سياسي بحصة من مقاعد الدائرة الانتخابية تتناسب مع حصته من أصوات الناخبين. ويفوز بالانتخاب المرشحون على قوائم الأحزاب وذلك بحسب ترتيبهم التسلسلي على القائمة. إلا أن اختيار نظام القائمة النسبية لا يحدد بمفرده شكل النظام الانتخابي المعتمد، حيث يتطلب ذلك تحديد مزيد من التفاصيل. إذ يمكن أن تستند الطريقة المعتمدة لاحتساب وتوزيع المقاعد بعد عد الأصوات إلى طريقة المتوسط الأعلى أو طريقة الباقي الأعلى. وللمعادلة المعتمدة لهذا الغرض تأثير ما، قد يكون كبيراً في بعض الأحيان، على نتائج الانتخابات في ظل نظم التمثيل النسبي. ففي انتخابات عام 1998 في كمبوديا أدى التغيير المعتمد في المعادلة الانتخابية بضعة اسابيع قبل موعد الانتخابات إلى فوز أكبر الأحزاب السياسية بما مجموعه 64 مقعداً، بدلاً من 59 مقعد، من مقاعد الجمعية الوطنية البالغة 121 مقعداً. ولم تتقبل أحزاب المعارضة تلك النتائج بسهولة نظراً لعدم الإعلان عن ذلك التغيير في المعادلة بشكل كافٍ. وهذا المثال يدل على أهمية وعي القائمين على تصميم النظم الانتخابية بأصغر وأدق التفاصيل.

## الاختلافات
هناك مسائل هامة أخرى يجب أخذها بعين الاعتبار لتحديد طريقة عمل نظام القائمة النسبية. فقد يفرض النظام المعتمد اجتياز نسبة حسم محددة للحصول على تمثيل في الهيئة التشريعية المنتخبة، وإذا كانت تلك النسبة مرتفعة (10 بالمئة، كما هو معمول به في تركيا على سبيل المثال) سيؤدي ذلك إلى اسثناء الأحزاب الصغيرة وحرمانها من الحصول على تمثيل لها، بينما قد تسمح لهم بذلك نسبة حسم منخفظة (1.5 بالمئة، كما هي الحال في إسرائيل مثلاً). في جنوب أفريقيا لا توجد نسبة حسم، وقد أدى ذلك في انتخابات عام 2004 إلى فوز الحزب المسيحي الديمقراطي الأفريقي بستة مقاعد من أصل 400 مقعد رغم حصوله على 1.6 بالمئة فقط من أصوات الناخبين. وتختلف نظم القائمة النسبية فيما بينها استناداً إلى إمكانية قيام الناخب بالاختيار بين المرشحين بالإضافة إلى اختياره بين مختلف الأحزاب، أي إذا ما كانت القوائم مغلقة، مفتوحة أم حرة. ولهذا الخيار تبعاته المتعلقة بسهولة أو صعوبة التعامل مع ورقة الاقتراع.
أما الخيارات الأخرى الخاصة بهذا النظام الانتخابي فتتعلق بترتيبات تجميع الأصوات، سواء كان ذلك بشكل رسمي أو غير رسمي؛ أو المجال المفتوح أمام الأحزاب السياسية لعقد الاتفاقات الانتخابية، كتلك التي تتعلق بتشكيل التكتلات الانتخابية؛ أو حجم الدوائر الانتخابية وطريقة ترسيمها.

## الخصائص
- في حال انتخاب القائمة في الدائرة الواحدة يتم انتخاب الحزب بشكل عام دون تحديد أسماء الأشخاص الذين تم انتخابهم. ولكن على كل حزب أن يرتب مرشحيه بشكل تصاعدي، كأن يقول إذا فزت بمقعد واحد في البرلمان فالممثل للحزب هو فلان، في حال مقعدين فالممثلين هما فلان وفلان، وهكذا إلى أن يعلن عدد مرشحيه بالكامل. الأحزاب تدرس حجمها في الدولة وترشح بعدد كاف أو يزيد قليلاً عما تتوقعه من نسبة تمثيل لها في البرلمان.
- في معظم الأنظمة الانتخابية التي تعتمد التمثيل النسبي هناك نسبة قطع وتعتبر أقل نسبة يجب أن يحصل عليها الحزب لكي يتمثل في البرلمان وهذه النسبة تختلف من دولة إلى دولة، وهي تتراوح ما بين النسبة التي تؤهل الحزب لشغل مقعد واحد كما هي الحال في استونيا إلى أعلى نسبة قطع 10% كما هي الحال في تركيا.
- هناك معادلة لاحتساب عدد المقاعد التي يحصل عليها الحزب بالاعتماد على عدد المصوتين للحزب وبحيث لا يكون هناك مجال للحديث عن جزء من مقعد. أي أن المعادلة تضمن أن يتم تقسيم المقاعد على الأحزاب بحسب نسبهم إلى أقرب عدد صحيح للمقاعد.
- عندما تكون نسبة القطع قليلة ينتج عن الانتخابات برلمان متنوع يصعب معه أن يكون هناك نوع من الاستقرار السياسي في البلد وبالأخص عندما يكون هناك عدد كبير من الأحزاب الممثلة في البرلمان. وعندها تصبح الأحزاب الصغيرة وبالرغم من صغر حجمها وتأثيرها في الدولة مؤثرة في الحكومة لأن التحالف الحكومي يحتاج في كثير من الأحيان لهذه الأحزاب الصغيرة لكي يتمكن من تحصيل الحد الذي يسمح له بتشكيل الحكومة.

## أمثلة على نظام التمثيل النسبي

### إسرائيل
كمثال على التمثيل النسبي، في برلمان إسرائيل حيث نسبة القطع هي 2% من عدد الأصوات مما يؤدي إلى دخول عدد كبير من الأحزاب إلى قبة البرلمان. ولا يتمكن في العادة أي حزب من تحصيل العدد الكافي من المقاعد التي تسمح له بتشكيل حكومة مستقلة، ولذلك تحدث تحالفات بين الأحزاب ومساومات حول الحقائب الحكومية وغيرها من الترتيبات التي تفرض نفسها في عملية تجميع العدد الكافي من النواب لتمرير الحكومة.

### إيطاليا
لقد أدى نظام التمثيل الحزبي في إيطاليا إلى نوع من الكارثة السياسية بحيث أدى إلى أن لا تستمر أي حكومة إيطالية في الحكم لأكثر من عامين في حدها الأقصى بينما كان عمر بعض الحكومات لا يتجاوز الأشهر. وفي عام 2005 تم تعديل النظام الانتخابي في إيطاليا ليتحول إلى نظام خليط بين التمثيل النسبي ونظام الصوت الواحد حيث يتم انتخاب 75% من مقاعد البرلمان عبر التصويت المباشر ضمن نظام الصوت الواحد في دوائر ضيقة دائرة لكل مقعد برلماني بالإضافي إلى 25% من المقاعد تحسب على أساس القائمة الحزبية.

### تركيا
مثال لما حدث في الانتخابات الأخيرة في تركيا، فقد حصل حزب العدالة والتنمية على ما نسبته 46,6 % من الأصوات بينما حصل حزب الشعب الجمهوري على 20,83% من الأصوات وحزب الحركة الوطنية على 14,29%، ولكن عند احتساب عدد النواب في البرلمان ونظراً لوجود عدد كبير من الأصوات الضائعة للأحزاب الصغيرة فقد تم تقسيم البرلمان على الأحزاب الثلاثة الكبرى فقط. وانعكس هذا في البرلمان بالمقاعد على النحو التالي: 341 مقعد للعدالة والتنمية و112 مقعد للحزب الشعب الجمهوري و71 مقعد لحزب الحركة الوطنية. وبالتالي فقد حصل حزب العدالة والتنمية على 62% من المقاعد بينما حصل حزب الشعب على 20,36% بينما حصلت الحركة على 12,9% من المقاعد. أي أن الأصوات المهدورة قد تحولت بالتالي للحزب الذي حصل على أعلى النسب في التصويت.

## أنواع التمثيل النسبي

### القوائم الحزبية
تنقسم القوائم الحزبية إلى نوعين:
- النوع الأول المغلق والذي تحدثنا عنه أعلاه وفيه يحدد الحزب تسلسل الأعضاء الذين سيتم انتخابهم إلى البرلمان بحسب عدد المقاعد التي سيحصل عليها الحزب. بينما القائمة المفتوحة يحدد الحزب المرشحين بينما يحدد الناخبين التسلسل وبالتالي من يحصل على أعلى الأصوات في التسلسل هم من يفوزوا على قائمة الحزب. أي أن الناخب هو من يفرض ترتيب الأعضاء لا الحزب.
- هناك نوع من التمثيل الحزبي الذي يحدد انتقال الأصوات بحيث تستطيع الأحزاب الصغيرة التي لا تستطيع أن تحصل على نسبة القطع من تجيير أصواتها إلى التحالف الذي تنتمي إليه وبالتالي يمكن لكي لا تضيع الأصوات أن يتم نقلها إلى الأحزاب الأكبر وبالتالي المحافظة على الاتجاه العام الممثل للأحزاب.

### الأنماط
هناك نمط آخر من التحالفات وهي التحالفات الممثلة أي التي تدخل الانتخابات بقائمة موحدة. ولكن في هذه الحالة يكون على التحالف أن يحصل على نسبة قطع أعلى من نسبة القطع للأحزاب. وفي إيطاليا على سبيل المثال يجب على التحالف أن يحصل على 10% من الأصوات للنواب و8% من الأصوات للأعيان. بينما يحتاج الحزب إلى 4% فقط إذا لم يكن مع التحالف و2% إذا كان جزء من التحالف لقي يبقى ممثلاً في التحالف. وفي حال أن أي حزب لم يتمكن من الحصول على 2% وهو في تحالف تجير أصواته للتحالف فقط.
- في بعض الأنظمة التمثيلية، كما هي الحال في تركيا، تكون نسبة القطع عالية جداً: 10% وفي هذه الحال قليلة هي الأحزاب التي يمكنها أن تحصل على النسبة الكافية من الأصوات لتتمثل في البرلمان. وقد دفع البرلمان للتصويت لصالح هذا النظام عقدين من عدم الاستقرار السياسي الذي مرت به تركيا من عام 1961 إلى عام 1982 حين تم أقرار قانون الانتخاب الجديد والذي انتخب البرلمان الأول على أساسه عام 1983. وفي هذا النظام الأحزاب التي لا تحصل على نسبة القطع لا تستطيع أن تجير أصواتها إلى الأحزاب الأخرى القريبة منها. وإنما يتم تحديد الأحزاب التي حصلت على نسبة القطع ثم يتم احتساب نسبها وكأنها هي النسبة الكلية للأصوات ويقسم عدد المقاعد النيابية بالاعتماد على النسب الجديدة التي تستثني الأحزاب التي لم تحصل على النسبة المقررة.
- على الرغم من أن أكثر الدول التي تعتمد النظام الديمقراطي في العالم تعتمد أيضاً نظام التمثيل النسبي في الانتخابات إلا أن بعض الدول الكبيرة وذات التراث العريق في الانتخابات بدأت خلال العقدين الأخيرين بالتحول نحو نظام الانتخاب المختلط الذي يتبنى نوع من نظام الصوت الواحد على مستوى المناطق ونظام التمثيل النسبي على المستوى الوطني. ومن أهم الدول التي تحولت إلى هذا النظام المختلط كل من مصر وفرنسا وألمانيا وإيطاليا وبوليفيا وفنزويلا ونيوزيلندا وهنجاريا.

## السلبيات
- من النقاط التي تأخذ على نظام التمثيل النسبي هو عدم قدرته على إعطاء الأطراف تمثيلًا مناسبًا في البرلمان، وبالتالي فيتم التركيز في العادة على الأعضاء من المراكز الانتخابية الكبيرة في قوائم الأحزاب وتهمل المناطق النائية.
- الدول التي تبنت نظامًا انتخابيًا مختلطًا أرادت بهذا النظام أن تتغلب على معضلة التمثيل للمناطق النائية والأطراف بدلاً من تركيز العمل السياسي في المراكز.
- عندما يكون عدد الأحزاب كبير فإن التمثيل لهم في البرلمان يؤدي إلى عدم استقرار سياسي.
- عندما يكون نسبة الحسم عالية يتم تقليص التمثيل الحزبي في البرلمان إلى الحد الذي يخل بالتمثيل الشعبي للأحزاب. وإذا لم يكن هناك إمكانية لنقل الأصوات فإن الحزب الأكبر يهيمن على الحياة السياسية بالرغم من أنه لا يكون ممثلاً لأغلب الشعب.